# Liste der Einträge im National Register of Historic Places im Scott County (Iowa) – Westteil von Davenport

Lage des Scott County in Iowa

Die Liste der Einträge im National Register of Historic Places im Scott County in Iowa führt die Bauwerke und historischen Stätten im Scott County auf, die in das National Register of Historic Places aufgenommen wurden. Aufgrund der Vielzahl der Einträge besteht diese aus vier Teilen:
- Liste der Einträge im National Register of Historic Places im Scott County (Iowa) – Innenstadt von Davenport
- Liste der Einträge im National Register of Historic Places im Scott County (Iowa) – Ostteil von Davenport
- Liste der Einträge im National Register of Historic Places im Scott County (Iowa) – Westteil von Davenport
- Liste der Einträge im National Register of Historic Places im Scott County (Iowa) – Außerhalb von Davenport

## Legende
| NRHP | Historic Place    |
| HD   | Historic District |

## Aktuelle Einträge – Westteil von Davenport
| [ 2 ] | Name                                                       | Bild                                                       | Eintragsdatum        | Lage | Ort       | Beschreibung |
| ----- | ---------------------------------------------------------- | ---------------------------------------------------------- | -------------------- | --- | --------- | --- |
| 1     | E.P. Adler House                                           | E.P. Adler House                                           | 1983 ID-Nr. 83002394 | 2104 Main Street 41° 32′ 27,1″ N, 90° 34′ 33,2″ W                                                                                  | Davenport | Um 1910 im Colonial-Revival-Stil errichtetes Wohnhaus; Teil des Vander Veer Park Historic District                                                                                         |
| 2     | Ambrose Hall                                               | Ambrose Hall                                               | 1977 ID-Nr. 77000553 | 518 West Locust Street 41° 32′ 20″ N, 90° 34′ 51″ W                                                                                | Davenport | 1885 im Stil des Second Empire errichtetes erstes Hauptgebäude der Saint Ambrose University                                                                                                |
| 3     | American Telegraph & Telephone Co. Building                | American Telegraph & Telephone Co. Building                | 1983 ID-Nr. 83002396 | 529 Main Street 41° 31′ 32″ N, 90° 34′ 31″ W                                                                                       | Davenport | 1902 im neuromanischen Stil errichtete lokale Niederlassung der Telefongesellschaft AT&T; danach von der katholischen Laienorganisation Kolumbusritter genutzt; heute Gewerkschaftsgebäude |
| 4     | Argyle Flats                                               | Argyle Flats                                               | 1983 ID-Nr. 83002397 | 732 Brady Street 41° 31′ 39″ N, 90° 34′ 28″ W                                                                                      | Davenport | Im Jahr 1900 im neuromanischen Stil errichtetes vierstöckiges Apartmenthaus; heute im Besitz des Palmer College of Chiropractic                                                            |
| 5     | John W. Ballard House                                      | John W. Ballard House                                      | 1983 ID-Nr. 83002398 | 205 West 16th Street 41° 32′ 8,8″ N, 90° 34′ 32,8″ W                                                                               | Davenport | 1871 im Stil des Greek Revival errichtetes Wohnhaus |
| 6     | Richard Benton House                                       | Richard Benton House                                       | 1983 ID-Nr. 83002399 | 2204 and 2210 West 3rd Street 41° 31′ 20,9″ N, 90° 36′ 41,5″ W                                                                     | Davenport | 1855 im Greek Revival und Italianate-Stil errichtetes Wohnhaus |
| 7     | Louis P. and Clara K. Best Residence and Auto House        | Louis P. and Clara K. Best Residence and Auto House        | 2010 ID-Nr. 10000296 | 627 Ripley Street 41° 31′ 35,7″ N, 90° 34′ 41,2″ W                                                                                 | Davenport | 1910 im Stil des Mission Revival errichtetes Wohnhaus |
| 8     | Bethel AME Church                                          | Bethel AME Church                                          | 1983 ID-Nr. 83002401 | 325 West 11th Street 41° 31′ 51″ N, 90° 34′ 41″ W                                                                                  | Davenport | 1909 im Craftsman und Bungalowstil errichtete Kirche einer afroamerikanischen Gemeinde |
| 9     | Brammer Grocery Store                                      | Brammer Grocery Store                                      | 1983 ID-Nr. 83002404 | 1649 West 3rd Street 41° 31′ 19″ N, 90° 36′ 3″ W                                                                                   | Davenport | 1885 im Stil des Greek Revival errichtetes Geschäftsgebäude |
| 10    | Alden Bryan House                                          | Alden Bryan House                                          | 1983 ID-Nr. 83002405 | 2236 West 3rd Street 41° 31′ 21,1″ N, 90° 36′ 44,8″ W                                                                              | Davenport | 1870 im Stil des Greek Revival errichtetes Wohnhaus |
| 11    | Buchanan School                                            | Buchanan School                                            | 1983 ID-Nr. 83002406 | 2104 West 6th Street 41° 31′ 33,3″ N, 90° 36′ 31,9″ W                                                                              | Davenport | 1904 im Stil des Colonial Revival errichtetes Schulgebäude; heute Apartments |
| 12    | William V. Carr House                                      | William V. Carr House                                      | 1983 ID-Nr. 83002410 | 1531 West 3rd Street 41° 31′ 20″ N, 90° 35′ 52″ W                                                                                  | Davenport | 1860 im vernakulären Stil errichtetes Wohnhaus |
| 13    | William Claussen House                                     | William Claussen House                                     | 1983 ID-Nr. 83002412 | 2215 West 2nd Street 41° 31′ 15,3″ N, 90° 36′ 40,9″ W                                                                              | Davenport | 1855 im Stil des Greek Revival errichtetes Wohnhaus des Architekten William Claussen |
| 14    | Clifton                                                    | Clifton                                                    | 1979 ID-Nr. 79000940 | 1533 Clay Street 41° 31′ 49,7″ N, 90° 35′ 50,8″ W                                                                                  | Davenport | 1853 im Italianate- und Greek Revival-Stil errichtetes Wohnhaus |
| 15    | College Square Historic District                           | College Square Historic District                           | 1983 ID-Nr. 83003628 | Abgegrenzt durch Brady Street, Main Street, Harrison Street, 11th Street und 15th Street 41° 31′ 56″ N, 90° 34′ 33″ W              | Davenport | Stelle zweier früherer im viktorianischen Stil errichteter Colleges; heute Highschool, Gebäude der Episkopalkirche und Wohnhäuser                                                          |
| 16    | Columbia Avenue Historic District                          | Columbia Avenue Historic District                          | 1984 ID-Nr. 84000298 | Abgegrenzt durch West Columbia Avenue, Harrison Avenue, Ripley Street und West Hayes Street 41° 32′ 49″ N, 90° 34′ 40″ W           | Davenport | Historisches Wohnviertel mit zwischen 1930 und 1939 errichteten Ziegelbauten |
| 17    | Clarissa Cook Home for the Friendless                      | Clarissa Cook Home for the Friendless                      | 1983 ID-Nr. 83002414 | 2223 West 1st Street 41° 31′ 10,6″ N, 90° 36′ 37,7″ W                                                                              | Davenport | 1884 im viktorianischen Stil errichtetes Altersheim |
| 18    | Cottage at 1514 and 1516 W. Second Street                  | Cottage at 1514 and 1516 W. Second Street                  | 1983 ID-Nr. 83002416 | 1514–1516 West 2nd Street 41° 31′ 17,1″ N, 90° 35′ 50,9″ W                                                                         | Davenport | 1850 errichtetes Wohnhaus |
| 19    | Davenport Crematorium                                      | Davenport Crematorium                                      | 1983 ID-Nr. 83002418 | 3902 Rockingham Road 41° 30′ 34,4″ N, 90° 38′ 4,3″ W                                                                               | Davenport | 1891 im neuromanischen Stil errichtetes Krematorium auf dem Fairmont Cemetery |
| 20    | Davenport Water Co. Pumping Station No. 2                  | Davenport Water Co. Pumping Station No. 2                  | 1984 ID-Nr. 84001338 | 1416 Ripley Street 41° 32′ 4″ N, 90° 34′ 43″ W                                                                                     | Davenport | 1884 im Italianate-Stil errichtetes Wasserwerk; in den 1980er Jahren abgerissen und durch ein neues Gebäude ersetzt                                                                        |
| 21    | Marie Clare Dessaint House                                 | Marie Clare Dessaint House                                 | 1984 ID-Nr. 84000300 | 4808 Northwest Boulevard 41° 34′ 11,1″ N, 90° 35′ 14,4″ W                                                                          | Davenport | 1865-1870 im Italianate-Stil errichtete |
| 22    | Arthur Ebeling House                                       | Arthur Ebeling House                                       | 1984 ID-Nr. 84001397 | 1106 West 15th Street 41° 32′ 7,1″ N, 90° 35′ 21,4″ W                                                                              | Davenport | 1912-1913 im Stil des Colonial Revival errichtetes Wohnhaus |
| 23    | Henry Ebeling House                                        | Henry Ebeling House                                        | 1984 ID-Nr. 84001399 | 1623 West 6th Street 41° 31′ 32″ N, 90° 35′ 58,2″ W                                                                                | Davenport | 1888 im spätviktorianischen Stil errichtetes Wohnhaus |
| 24    | Edward Edinger House                                       | Edward Edinger House                                       | 1983 ID-Nr. 83002424 | 1018 West 9th Street 41° 31′ 44,7″ N, 90° 35′ 17,2″ W                                                                              | Davenport | 1890 im spätviktorianischen Stil errichtetes Wohnhaus |
| 25    | Henry P. Fennern House                                     | Henry P. Fennern House                                     | 1984 ID-Nr. 84001405 | 1332 West 4th Street 41° 31′ 25″ N, 90° 35′ 37″ W                                                                                  | Davenport | 1902 errichtetes Wohnhaus |
| 26    | Fred Finch House                                           | Fred Finch House                                           | 1983 ID-Nr. 83002428 | 719 Main Street 41° 31′ 39″ N, 90° 34′ 31″ W                                                                                       | Davenport | 1905 im Stil des Colonial Revival errichtetes Wohnhaus |
| 27    | First Bible Missionary Church                              | First Bible Missionary Church                              | 1983 ID-Nr. 83002429 | 2202 West 4th Street 41° 31′ 25″ N, 90° 36′ 41″ W                                                                                  | Davenport | 1902 im neuromanischen Stil errichtete kongregationalistische Kirche |
| 28    | Frick’s Tavern                                             | Frick’s Tavern                                             | 1974 ID-Nr. 74000808 | 1402–1404 West 3rd Street 41° 31′ 21″ N, 90° 35′ 40,5″ W                                                                           | Davenport | 1872 im Italianate-Stil errichtetes Ladenlokal |
| 29    | D. Julius Gaspard House                                    | D. Julius Gaspard House                                    | 1983 ID-Nr. 83002437 | 510 West 10½ Street 41° 31′ 49,1″ N, 90° 34′ 48,7″ W                                                                               | Davenport | 1880 im Stil des Greek Revival errichtetes Wohnhaus |
| 30    | Jacob Goering House                                        | Jacob Goering House                                        | 1983 ID-Nr. 83002440 | 721 Harrison Street 41° 31′ 39″ N, 90° 34′ 37″ W                                                                                   | Davenport | 1865-1870 im Stil des Greek Revival errichtetes Wohnhaus |
| 31    | Charles Grilk House                                        | Charles Grilk House                                        | 1984 ID-Nr. 84001423 | 2026 Main Street 41° 32′ 25″ N, 90° 34′ 33″ W                                                                                      | Davenport | 1906 in einem Silmix aus Colonial Revival, Craftsman und Bungalowstil errichtetes Wohnhaus                                                                                                 |
| 32    | Hamburg Historic District                                  | Hamburg Historic District                                  | 1983 ID-Nr. 83003656 | Abgegrenzt durch 5th Street, Vine Street, Ripley Street und 9½ Street 41° 31′ 36″ N, 90° 34′ 57″ W                                 | Davenport | Wohnviertel wohlhabender deutscher Einwanderer aus dem späten 19. Jahrhundert |
| 33    | Robert Henne House                                         | Robert Henne House                                         | 1983 ID-Nr. 83002445 | 1445 West 3rd Street 41° 31′ 19,5″ N, 90° 35′ 46,1″ W                                                                              | Davenport | 1874 im Stil des Greek Revival errichtetes Wohnhaus |
| 34    | John Hoersch House                                         | John Hoersch House                                         | 1984 ID-Nr. 84000304 | 716 Vine Street 41° 31′ 37,9″ N, 90° 35′ 16,1″ W                                                                                   | Davenport | 1879 im vernakulären Stil errichtetes Wohnhaus |
| 35    | Samuel Hoffman, Jr., House                                 | Samuel Hoffman, Jr., House                                 | 1983 ID-Nr. 83002448 | 2108 West 3rd Street 41° 31′ 21″ N, 90° 36′ 35″ W                                                                                  | Davenport | 1915 im Stick style (einem Übergangsstadium von Carpenter Gothic zum Queen-Anne-Stil) errichtetes Wohnhaus                                                                                 |
| 36    | Hose Station No. 6                                         | Hose Station No. 6                                         | 1983 ID-Nr. 83002450 | 1410 Marquette Street 41° 32′ 3″ N, 90° 35′ 31″ W                                                                                  | Davenport | 1910 im Stil der Neorenaissance errichtete Feuerwache; heute Wohnhaus |
| 37    | Hose Station No. 7                                         | Hose Station No. 7                                         | 1983 ID-Nr. 83002451 | 1354 West 4th Street 41° 31′ 25,1″ N, 90° 35′ 39,1″ W                                                                              | Davenport | 1910 im Stil der Neorenaissance errichtete Feuerwache; heute Wohnhaus |
| 38    | House at 1646 W. Second Street                             | House at 1646 W. Second Street                             | 1983 ID-Nr. 83002452 | 1646 West 2nd Street 41° 31′ 17″ N, 90° 36′ 2,6″ W                                                                                 | Davenport | 1865 im Saltbox-Stil errichtetes Wohnhaus |
| 39    | House at 2123 W. Second Street                             | House at 2123 W. Second Street                             | 1983 ID-Nr. 83002453 | 2123 West 2nd Street 41° 31′ 15,4″ N, 90° 36′ 36,2″ W                                                                              | Davenport | 1855 im Stil des Greek Revival errichtetes Wohnhaus |
| 40    | House at 2212 W. River Drive                               | House at 2212 W. River Drive                               | 1984 ID-Nr. 84000309 | 2212 West River Drive 41° 30′ 35,2″ N, 90° 36′ 25″ W                                                                               | Davenport | 1855 im vernakulären Stil errichtetes Wohnhaus |
| 41    | Theodore Jansen House                                      | Theodore Jansen House                                      | 1983 ID-Nr. 83002455 | 922 Myrtle Street 41° 31′ 46,4″ N, 90° 35′ 21,9″ W                                                                                 | Davenport | 1888 im Queen-Anne-Stil errichtetes Wohnhaus |
| 42    | Henry Kahl House                                           | Henry Kahl House                                           | 1983 ID-Nr. 83002457 | 1101 West 9th Street 41° 31′ 41,4″ N, 90° 35′ 21,6″ W                                                                              | Davenport | 1920 errichtetes Sanatorium; heute Apartments |
| 43    | Albert Kiene House                                         | Albert Kiene House                                         | 1984 ID-Nr. 84001450 | 1321 West 8th Street 41° 31′ 39,5″ N, 90° 35′ 36,5″ W                                                                              | Davenport | 1881 im Stil des Second Empire errichtetes Wohnhaus |
| 44    | George Klindt House                                        | George Klindt House                                        | 1983 ID-Nr. 83002459 | 902 Marquette Street 41° 31′ 44″ N, 90° 35′ 30″ W                                                                                  | Davenport | 1895 im Stil des Second Empire errichtetes Wohnhaus des Brauereibesitzers George Klindt |
| 45    | Henry Klindt House                                         | Henry Klindt House                                         | 1984 ID-Nr. 84001454 | 834 Marquette Street 41° 31′ 43,3″ N, 90° 35′ 29,5″ W                                                                              | Davenport | 1890 im Queen-Anne-Stil errichtetes Wohnhaus des Brauereibesitzers Henry Klindt |
| 46    | Koch Drug Store                                            | Koch Drug Store                                            | 1984 ID-Nr. 84001457 | 1501 Harrison Street 41° 32′ 6,1″ N, 90° 34′ 37,5″ W                                                                               | Davenport | 1881 im viktorianischen Stil errichtetes Geschäftshaus |
| 47    | Nicholas Koester Building                                  | Nicholas Koester Building                                  | 1983 ID-Nr. 83002461 | 1353 West 3rd Street 41° 31′ 19,7″ N, 90° 35′ 39,2″ W                                                                              | Davenport | 1890 im Italianate-Stil Geschäftshaus |
| 48    | Gustov C. Lerch House                                      | Gustov C. Lerch House                                      | 1983 ID-Nr. 83002463 | 2222 West 4th Street 41° 31′ 25″ N, 90° 36′ 44″ W                                                                                  | Davenport | !905 in einer Kombination aus Shingle Style und Colonial Revival errichtetes Wohnhaus |
| 49    | John Lippincott House                                      | John Lippincott House                                      | 1983 ID-Nr. 83004527 | 2122 West 3rd Street 41° 31′ 21″ N, 90° 36′ 36″ W                                                                                  | Davenport | 1870 im Stil des Greek Revival errichtetes Wohnhaus |
| 50    | Littig Brothers/Mengel & Klindt/Eagle Brewery              | Littig Brothers/Mengel & Klindt/Eagle Brewery              | 1983 ID-Nr. 83002464 | 1235 West 5th Street 41° 31′ 28″ N, 90° 35′ 31″ W                                                                                  | Davenport | 1865 errichtete Brauerei |
| 51    | John Littig House                                          | John Littig House                                          | 1984 ID-Nr. 84000310 | 6035 Northwest Boulevard 41° 34′ 59″ N, 90° 35′ 51″ W                                                                              | Davenport | 1867 im neugotischen Stil errichtetes Wohnhaus |
| 52    | John Lueschen House                                        | John Lueschen House                                        | 1984 ID-Nr. 84001468 | 1628–1632 Washington Street 41° 32′ 12″ N, 90° 35′ 47,5″ W                                                                         | Davenport | 1865 im Stil des Greek Revival errichtetes Wohnhaus |
| 53    | August F. Martzahn House                                   | August F. Martzahn House                                   | 1983 ID-Nr. 83002466 | 2303 West 3rd Street 41° 31′ 19,3″ N, 90° 36′ 48″ W                                                                                | Davenport | 1911 im Stil der Prairie Houses errichtetes Wohnhaus |
| 54    | Marycrest College Historic District                        | Marycrest College Historic District                        | 2004 ID-Nr. 04000341 | Blöcke 1500 und 1600 der West 12th Street 41° 31′ 51,8″ N, 90° 35′ 54,8″ W                                                         | Davenport | Früherer Campus eines katholischen Colleges; heute Seniorenwohnkomplex |
| 55    | Patrick F. McCarthy House                                  | Patrick F. McCarthy House                                  | 1984 ID-Nr. 84001471 | 942 Marquette Street 41° 31′ 46″ N, 90° 35′ 30,8″ W                                                                                | Davenport | 1905 im Stil des Tudor Revival errichtetes Wohnhaus |
| 56    | Joseph S. McHarg House                                     | Joseph S. McHarg House                                     | 1985 ID-Nr. 85000775 | 5905 Chapel Hill Road 41° 29′ 26,8″ N, 90° 39′ 37,3″ W                                                                             | Davenport | 1870 im Stil des Greek Revival errichtetes Wohnhaus |
| 57    | McManus House                                              | McManus House                                              | 1983 ID-Nr. 83002469 | 2320 Telegraph Road 41° 31′ 27″ N, 90° 36′ 48″ W                                                                                   | Davenport | 1855 in einer Kombination aus Greek Revival und Italianate-Stil errichtetes Wohnhaus |
| 58    | Meadly House                                               | Meadly House                                               | 1984 ID-Nr. 84001476 | 1425 West 10th Street 41° 31′ 45,4″ N, 90° 35′ 43,3″ W                                                                             | Davenport | 1881 im Stil des Second Empire errichtetes Wohnhaus |
| 59    | Dr. George McLelland Middleton House and Garage            | Dr. George McLelland Middleton House and Garage            | 1982 ID-Nr. 82001549 | 1221 Scott Street 41° 31′ 56″ N, 90° 34′ 47″ W                                                                                     | Davenport | 1903 im neoklassizistischen Stil errichtetes Anwesen |
| 60    | Miller Building                                            | Miller Building                                            | 1983 ID-Nr. 83002471 | 724 Harrison Street 41° 31′ 38″ N, 90° 34′ 38″ W                                                                                   | Davenport | Stelle, an der das 1885 im spätviktorianischen Stil errichtete Geschäftshaus stand; später abgerissen, aber noch nicht aus dem Register gestrichen                                         |
| 61    | Severin Miller House                                       | Severin Miller House                                       | 1983 ID-Nr. 83002473 | 2200 Telegraph Road 41° 31′ 32″ N, 90° 36′ 38″ W                                                                                   | Davenport | 1868 im vernakulären Stil errichtetes Wohnhaus |
| 62    | Daniel T. Newcome Double House                             | Daniel T. Newcome Double House                             | 1983 ID-Nr. 83002475 | 722–724 Brady Street 41° 31′ 39″ N, 90° 34′ 27,7″ W                                                                                | Davenport | 1867 im Stil des Second Empire errichtetes Wohnhaus |
| 63    | Northwest Davenport Savings Bank                           | Northwest Davenport Savings Bank                           | 1984 ID-Nr. 84001491 | 1529 Washington Street 41° 32′ 8″ N, 90° 35′ 45″ W                                                                                 | Davenport | 1912 im neoklassizistischen Stil errichtetes Bankgebäude |
| 64    | Northwest Davenport Turner Society Hall                    | Northwest Davenport Turner Society Hall                    | 1979 ID-Nr. 79000941 | 1602 Washington Street 41° 32′ 9,6″ N, 90° 35′ 48,1″ W                                                                             | Davenport | 1882 errichtetes Gebäude eines deutschen Turnvereins |
| 65    | Henry Pahl House                                           | Henry Pahl House                                           | 1983 ID-Nr. 83002480 | 1946 West 3rd Street 41° 31′ 21″ N, 90° 36′ 25″ W                                                                                  | Davenport | 1880 im Stil des Greek Revival errichtetes Wohnhaus |
| 66    | B.J. Palmer House                                          | B.J. Palmer House                                          | 1984 ID-Nr. 84001497 | 808 Brady Street 41° 31′ 42,7″ N, 90° 34′ 27,6″ W                                                                                  | Davenport | 1874 im Stil des Second Empire errichtetes Anwesen der Familie des Chiropraktikers Daniel David Palmer; heute Palmer College of Chiropractic                                               |
| 67    | Peter J. Paulsen House                                     | Peter J. Paulsen House                                     | 1983 ID-Nr. 83002481 | 705 Main Street 41° 31′ 37,5″ N, 90° 34′ 30,9″ W                                                                                   | Davenport | 1895 im Queen-Anne-Stil errichtetes Wohnhaus |
| 68    | Henry Paustian House                                       | Henry Paustian House                                       | 1983 ID-Nr. 83002482 | 1226 West 6th Street 41° 31′ 33″ N, 90° 35′ 30″ W                                                                                  | Davenport | Um 1850 im vernakulären Stil errichtetes steinernes Wohnhaus |
| 69    | Peters’ Barber Shop                                        | Peters’ Barber Shop                                        | 1984 ID-Nr. 84001498 | 1352 West 3rd Street 41° 31′ 21″ N, 90° 35′ 38,9″ W                                                                                | Davenport | 1905 errichteter Barbiersalon |
| 70    | J.C. Peters House                                          | J.C. Peters House                                          | 1984 ID-Nr. 84001500 | 1339 West 13th Street 41° 31′ 57″ N, 90° 35′ 35,3″ W                                                                               | Davenport | 1865 im Stil des Greek Revival errichtetes Wohnhaus |
| 71    | Max Petersen House                                         | Max Petersen House                                         | 1979 ID-Nr. 79000942 | 1607 West 12th Street 41° 31′ 50″ N, 90° 35′ 57″ W                                                                                 | Davenport | 1888 im Queen-Anne-Stil errichtetes Wohnhaus |
| 72    | Frank Picklum House                                        | Frank Picklum House                                        | 1984 ID-Nr. 84001515 | 1340 West 7th Street 41° 31′ 37″ N, 90° 35′ 38,9″ W                                                                                | Davenport | 1881 errichtetes Wohnhaus |
| 73    | Joachim Plambeck House                                     | Joachim Plambeck House                                     | 1984 ID-Nr. 84001516 | 1421 West 14th Street 41° 32′ 0,8″ N, 90° 35′ 41,4″ W                                                                              | Davenport | 1888 im spätviktorianischen Stil errichtetes Wohnhaus |
| 74    | Elizabeth Pohlmann House                                   | Elizabeth Pohlmann House                                   | 1984 ID-Nr. 84001518 | 1403 West 13th Street 41° 31′ 56,9″ N, 90° 35′ 39,2″ W                                                                             | Davenport | 1896 im Queen-Anne-Stil errichtetes Wohnhaus |
| 75    | Henry Pohlmann House                                       | Henry Pohlmann House                                       | 1984 ID-Nr. 84001520 | 1204 West 13th Street 41° 31′ 59″ N, 90° 35′ 26″ W                                                                                 | Davenport | 1885 im vernakulären Stil errichtetes Wohnhaus |
| 76    | F.J. Raible House                                          | F.J. Raible House                                          | 1983 ID-Nr. 83003683 | 1537 West 3rd Street 41° 31′ 19″ N, 90° 35′ 53″ W                                                                                  | Davenport | 1870 im Stil des Greek Revival errichtetes Wohnhaus |
| 77    | Ranzow-Sander House                                        | Ranzow-Sander House                                        | 1983 ID-Nr. 83002489 | 2128 West 3rd Street 41° 31′ 21″ N, 90° 36′ 37″ W                                                                                  | Davenport | 1881 im Queen-Anne-Stil errichtetes Wohnhaus |
| 78    | Jacob Raphael Building                                     | Jacob Raphael Building                                     | 1983 ID-Nr. 83002490 | 628–630 Harrison Street 41° 31′ 35″ N, 90° 34′ 39″ W                                                                               | Davenport | 1875 errichtetes Wohn- und Geschäftshaus |
| 79    | Riverview Terrace Historic District                        | Riverview Terrace Historic District                        | 1984 ID-Nr. 84000339 | Am Riverview Terrace Park zwische3n Clay Street und Marquette Street 41° 31′ 49″ N, 90° 35′ 43″ W                                  | Davenport | Aus 21 Gebäuden bestehendes historisches Wohnviertel Riverview Terrace Park oberhalb der Stadt                                                                                             |
| 80    | Royal Neighbors of America National Home Historic District | Royal Neighbors of America National Home Historic District | 2015 ID-Nr. 15000294 | 4760 Rockingham Road 41° 30′ 15,1″ N, 90° 38′ 47,8″ W                                                                              | Davenport | 1931 im Stil des Georgian Revival errichtete Einrichtung der gemeinnützigen Organisation Royal Neighbors of America; heute leerstehend                                                     |
| 81    | St. Joseph’s Catholic Church                               | St. Joseph’s Catholic Church                               | 1983 ID-Nr. 83002510 | Kreuzung von West 6th Street und Marquette Street 41° 31′ 33,1″ N, 90° 35′ 26″ W                                                   | Davenport | 1881 im neugotischen Stil errichtete katholische Kirche; heute Grace Fellowship Church |
| 82    | St. Luke’s Hospital                                        | St. Luke’s Hospital                                        | 1983 ID-Nr. 83002511 | 121 West 8th Street 41° 31′ 40,6″ N, 90° 34′ 29,9″ W                                                                               | Davenport | 1892 im Italianate-Stil errichtetes Krankenhaus |
| 83    | St. Mary’s Academy                                         | St. Mary’s Academy                                         | 1984 ID-Nr. 84001556 | 1334 West 8th Street 41° 31′ 41,1″ N, 90° 35′ 38,5″ W                                                                              | Davenport | 1888 errichtete katholische Schule; heute Apartments |
| 84    | St. Mary’s Roman Catholic Church Complex                   | St. Mary’s Roman Catholic Church Complex                   | 1984 ID-Nr. 84001558 | 516, 519, 522 und 525 Fillmore Street 41° 31′ 31,6″ N, 90° 35′ 41,1″ W                                                             | Davenport | 1867 im neuromanischen Stil errichteter katholischer Kirchenkomplex |
| 85    | St. Paul’s English Lutheran Church                         | St. Paul’s English Lutheran Church                         | 1983 ID-Nr. 83002512 | 1402 Main Street 41° 32′ 2,9″ N, 90° 34′ 33,2″ W                                                                                   | Davenport | 1902 im neugotischen Stil errichtete evangelisch-lutherische Kirche |
| 86    | Richard Schebler House                                     | Richard Schebler House                                     | 1983 ID-Nr. 83002496 | 1217 West 7th Street 41° 31′ 35,9″ N, 90° 35′ 30″ W                                                                                | Davenport | 1876 im Stil des Greek Revival errichtetes Wohnhaus |
| 87    | F. Jacob Schmidt House                                     | F. Jacob Schmidt House                                     | 1983 ID-Nr. 83002499 | 2143 und 2147 West 5th Street 41° 31′ 27,3″ N, 90° 36′ 39,1″ W                                                                     | Davenport | 1890 im Queen-Anne-Stil errichtetes Wohnhaus |
| 88    | School Number 6                                            | School Number 6                                            | 2011 ID-Nr. 11000722 | 1420 West 16th Street 41° 32′ 10″ N, 90° 35′ 41,3″ W                                                                               | Davenport | 1903 errichtetes Schulgebäude; heute Apartments |
| 89    | John C. Schricker House                                    | John C. Schricker House                                    | 1983 ID-Nr. 83002500 | 1446 Clay Street 41° 31′ 50″ N, 90° 35′ 44″ W                                                                                      | Davenport | 1896 im Stil des Georgian Revival errichtetes Wohnhaus |
| 90    | John Schricker House                                       | John Schricker House                                       | 1985 ID-Nr. 85000776 | 5418 Chapel Hill Road 41° 29′ 21″ N, 90° 39′ 7″ W                                                                                  | Davenport | 1910 errichtetes Wohnhaus |
| 91    | Schroeder Bros. Meat Market                                | Schroeder Bros. Meat Market                                | 1983 ID-Nr. 83002501 | 2146 West 3rd Street 41° 31′ 21″ N, 90° 36′ 39″ W                                                                                  | Davenport | 1905 errichtetes Geschäftsgebäude |
| 92    | Rudolph H. Sitz Building                                   | Rudolph H. Sitz Building                                   | 1983 ID-Nr. 83002506 | 2202 West 3rd Street 41° 31′ 21″ N, 90° 36′ 41″ W                                                                                  | Davenport | 1913 errichtetes Wohn- und Geschäftshaus |
| 93    | Alvord I. Smith House                                      | Alvord I. Smith House                                      | 1983 ID-Nr. 83002507 | 2318 West 3rd Street 41° 31′ 21″ N, 90° 36′ 50″ W                                                                                  | Davenport | 1868 im Italianate-Stil errichtetes Wohnhaus |
| 94    | Dr. Kuno Struck House                                      | Dr. Kuno Struck House                                      | 1984 ID-Nr. 84001567 | 1645 West 12th Street 41° 31′ 50″ N, 90° 36′ 1″ W                                                                                  | Davenport | 1911 im Jakobethanischen Stil errichtetes Gebäude |
| 95    | Taylor School                                              | Taylor School                                              | 1983 ID-Nr. 83002516 | 1400 Warren Street 41° 32′ 5″ N, 90° 35′ 10″ W                                                                                     | Davenport | 1897-1898 im Stil des Colonial Revival errichtetes Schulgebäude; heute Altersheim |
| 96    | Lambert Tevoet House                                       | Lambert Tevoet House                                       | 1983 ID-Nr. 83002518 | 2017 West 2nd Street 41° 31′ 15,6″ N, 90° 36′ 28,4″ W                                                                              | Davenport | 1870 im Stil des Greek Revival errichtetes Wohnhaus |
| 97    | Trinity Episcopal Cathedral                                | Trinity Episcopal Cathedral                                | 1974 ID-Nr. 74000811 | 121 West 12th Street 41° 31′ 52″ N, 90° 34′ 28″ W                                                                                  | Davenport | 1869-1873 im neugotischen Stil errichtete Kathedrale der Episkopalkirche |
| 98    | Union Electric Telephone & Telegraph                       | Union Electric Telephone & Telegraph                       | 1983 ID-Nr. 83002519 | 602 Harrison Street 41° 31′ 33″ N, 90° 34′ 39″ W                                                                                   | Davenport | 1910 im neoklassizistischen Stil errichtetes Gebäude einer regionalen Telefongesellschaft                                                                                                  |
| 99    | Claus Untiedt House                                        | Claus Untiedt House                                        | 1984 ID-Nr. 84001577 | 1429 West 14th Street 41° 32′ 4″ N, 90° 35′ 42″ W                                                                                  | Davenport | 1890 im spätviktorianischen Stil errichtetes Wohnhaus |
| 100   | Vander Veer Park Historic District                         | Vander Veer Park Historic District                         | 1985 ID-Nr. 85000784 | Abgegrenzt durch Temple Lane, West Central Park Avenue, Brady Street, High Street und Harrison Street 41° 32′ 35″ N, 90° 34′ 28″ W | Davenport | Historisches Wohnviertel um den Vander Veer Botanical Park |
| 101   | Walter-Gimble House                                        | Walter-Gimble House                                        | 1983 ID-Nr. 83002522 | 1232 West 6th Street 41° 31′ 33″ N, 90° 35′ 31″ W                                                                                  | Davenport | 1875 errichtetes Wohnhaus |
| 102   | Washington Flats                                           | Washington Flats                                           | 1984 ID-Nr. 84001584 | 1415–1431 Washington Street 41° 32′ 4″ N, 90° 35′ 45″ W                                                                            | Davenport | 1905 im neoklassizistischen Stil errichtete Reihenhäuser |
| 103   | Washington Gardens                                         | Washington Gardens                                         | 1984 ID-Nr. 84001585 | 1301 West 13th Street 41° 31′ 57″ N, 90° 35′ 30″ W                                                                                 | Davenport | 1885 im Italianate-Stil errichtete Taverne mit Wohnhaus |
| 104   | Werthman Grocery                                           | Werthman Grocery                                           | 1984 ID-Nr. 84001588 | 1402 West 7th Street 41° 31′ 36,8″ N, 90° 35′ 40,2″ W                                                                              | Davenport | 1900 errichtetes Geschäftshaus; heute Restaurant |
| 105   | Westphal-Schmidt House                                     | Westphal-Schmidt House                                     | 1984 ID-Nr. 84001591 | 406 South Fairmount Street 41° 30′ 54,3″ N, 90° 37′ 50,9″ W                                                                        | Davenport | 1857 im Italianate-Stil errichtetes Wohnhaus |
| 106   | Thomas C. Wilkinson House                                  | Thomas C. Wilkinson House                                  | 1984 ID-Nr. 84001592 | 117 McManus Street 41° 31′ 14″ N, 90° 37′ 11″ W                                                                                    | Davenport | 1860 im Italianate-Stil errichtetes Wohnhaus |
| 107   | Wolters Filling Station                                    | Wolters Filling Station                                    | 1984 ID-Nr. 84001595 | 1229 Washington Street 41° 31′ 57,2″ N, 90° 35′ 46,1″ W                                                                            | Davenport | 1930 im Stil eines englischen Landhauses errichtete Tankstelle |
| 108   | Zoller Bros-Independent Malting Co.                        | Zoller Bros-Independent Malting Co.                        | 1983 ID-Nr. 83002527 | 1801 West 3rd Street 41° 31′ 19″ N, 90° 36′ 12″ W                                                                                  | Davenport | 1895 errichtete Brauerei |

## Frühere Einträge – Westteil von Davenport
| [ 2 ] | Name                                               | Bild                                               | Eintragsdatum | Lage                                                               | Ort       | Beschreibung |
| ----- | -------------------------------------------------- | -------------------------------------------------- | --- | ------------------------------------------------------------------ | --------- | --- |
| 1     | Clarissa C. Cook Library/Blue Ribbon News Building | Clarissa C. Cook Library/Blue Ribbon News Building | 1983 ID-Nr. (different than Cook Memorial Library? 83004745) 83002415 (different than Cook Memorial Library? 83004745) | 528 Brady Street 41° 31′ 31″ N, 90° 34′ 27,8″ W                    | Davenport | 1878 im viktorianischen Stil errichtetes Bibliotheksgebäude; danach Zeitungsgebäude (Blue Ribbon News); nach dem Abriss 2014 aus dem Register gestrichen |
| 2     | Gilruth District #4 Schoolhouse                    | Gilruth District #4 Schoolhouse                    | 1977 ID-Nr. 77000555                                                                                                   | 53rd Street Ecke Marquette Street 41° 34′ 26,6″ N, 90° 35′ 25,8″ W | Davenport | 1871 errichtete Einklassenschule; 1991 abgerissen und 2009 aus dem Register gestrichen                                                                   |